# 劉沛然 (畫師)
劉沛（1884年—1972年），字沛然，號石莊、石巔、作雲，又稱「阿沛師」或「阿沛司」，是一位出身臺中石岡的彩繪工藝師。

## 生平
光緒十一年（1884年），劉沛出生於台灣府台灣縣捒東上堡石崗仔萬安村；他的先祖來自廣東饒平。
明治36年（1903年），劉沛拜謝來發為師，並成為其門下第一位入門弟子，與其長子謝錦榮成為師兄弟；謝來發的家族當時以「糊紙」為生，其營業項目有裱褙尺牘、刻寫匾額、玻璃彩繪、小型木傢俱製作及彩繪與醮壇設計及彩繪等。
1911年，劉沛在石岡開設「石影畫齋」；此後，他曾學習木工，並習得大木作之技藝。
1950年代後，劉沛開始以傳統建築彩繪為其事業重心。

## 家庭
劉沛育有劉福銀等子女，又有劉昌州、劉昌武等孫子女，還有羅文祥等曾孫子女。劉沛育的多位後代皆傳承其技藝，並在臺中地區及雲林、嘉義、臺南等地留有彩繪作品。

## 創作風格
劉沛的建築彩繪大多分布在傳統民居，並以博古、花卉及歷史人物故事為主要題材。他的早期落款為「劉沛」，後期則為「石莊」與「沛然」。

## 代表作品

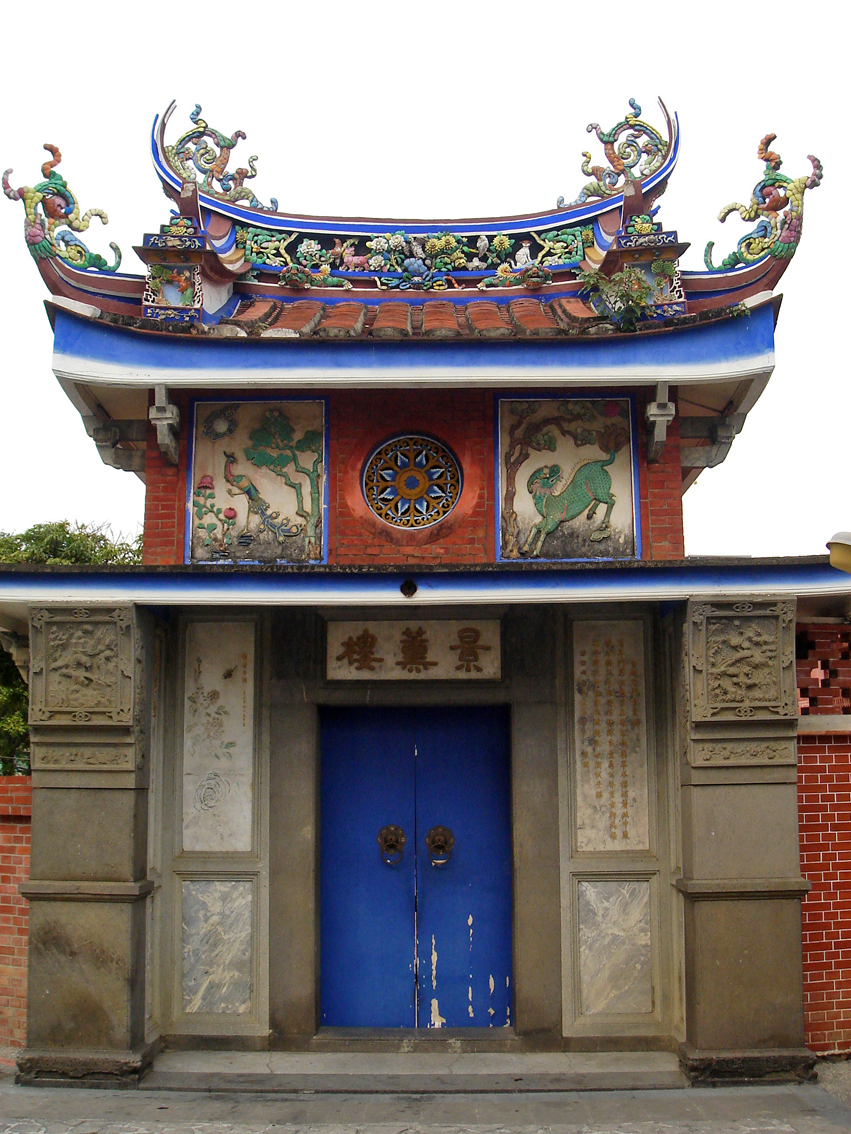
霧峰林家景薰樓。

- 霧峰黃家古茨「振坤堂」
- 霧峰林家下厝「宮保第」（1928年）
- 霧峰林家頂厝「景薰樓」（1931年）
- 霧峰林家頂厝「二房厝」[1]
- 豐原慈濟宮
- 豐原萬年宮 （页面存档备份，存于）  門神圖稿，前、後殿明間各有一幅單墨雲龍灰壁畫，1966年完成
- 石岡土牛村的劉氏火房（後為臺中市石岡土牛客家文化館）原彩繪於1928年完成
- 苗栗西湖劉恩寬古宅[2]
- 臺中簡氏宗祠（溯源堂）
- 清水黃宅靜園
- 埔里望麒麟宅第[7]
- 埔里牛眠山潘家古厝[8]
- 埔里西門潘家古厝(修德堂)
- 大甲頂店梁宅（瑞蓮堂）[1]
- 西屯張慶興堂[4]
- 竹山連興宮[9]
- 斗六真一寺

## 獎項及榮譽
- 東勢地區北帝壇醮壇設計繪畫比賽最佳藝術冠軍 (1966年、民國五十五年)[2]

## 軼事
- 劉沛的許多作品與郭友梅風格相似[7]；但是，據劉沛的後代表示，他並非郭氏的外姓弟子。[10]

## 外部連結
- 客家彩繪___ 石莊彩繪院 （页面存档备份，存于）
- 石莊彩繪院:: 痞客邦PIXNET :: （页面存档备份，存于）
- 第四十二集：廟宇彩繪大狀元 - 客家電視 （页面存档备份，存于）
- 319旅行事誌--隱野民居-二林洪家古厝(彰化二林) （页面存档备份，存于）